# Annona macrocalyx
Annona macrocalyx este o specie de plante angiosperme din genul Annona, familia Annonaceae, descrisă de Robert Elias Fries. Conform Catalogue of Life specia Annona macrocalyx nu are subspecii cunoscute.